# Crevasse (glaciologie)
Pour les articles homonymes, voir Crevasse.

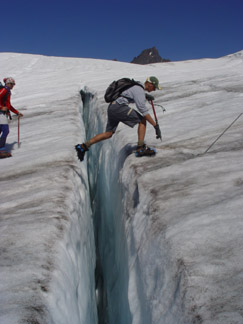
Franchissement d'une crevasse dans les North Cascades.

Une crevasse est en glaciologie une ouverture naturelle à la surface d'un glacier lorsqu'il avance et qu'il est face à une pente assez raide. Plusieurs types de crevasses sont observés en fonction du terrain. Les crevasses peuvent représenter un véritable danger dans la pratique de l'alpinisme.

## Formation
Les crevasses sont dues aux mouvements des glaciers qui se brisent en s'adaptant aux ruptures de pente, aux affleurements rocheux, à la jonction avec un autre glacier ou encore à des vitesses d'épanchement différentes au sein d'un même glacier. Elles mesurent de quelques centimètres de largeur à plusieurs mètres et leur profondeur peut atteindre une centaine de mètres.

## Typologie
Les crevasses latérales, perpendiculaires à la ligne de pente, sont les plus courantes. Elles se forment lorsque la partie aval du glacier se déplace plus rapidement que sa partie amont, créant ainsi des zones d'étirement. Elles se rencontrent lorsque la pente des vallées s'accentue brusquement.
Les crevasses radiales sont transversales. Elles se forment lorsque la partie centrale du glacier se déplace plus rapidement qu'un ou ses deux bords, lorsque la vallée oblique par exemple.
Les crevasses longitudinales sont parallèles au sens de déplacement du glacier. Elles se forment lorsque le glacier s'élargit. Quand la vallée s'élargit, les forces sont décompressives. Lorsqu'il rencontre un autre glacier, les forces sont compressives.
Des colonnes de glace peuvent se former à l'intersection des crevasses, à proximité de la langue terminale du glacier. Par ailleurs, lorsque le glacier est très crevassé et notamment à la langue du glacier, on parle alors de séracs.

## Dangers

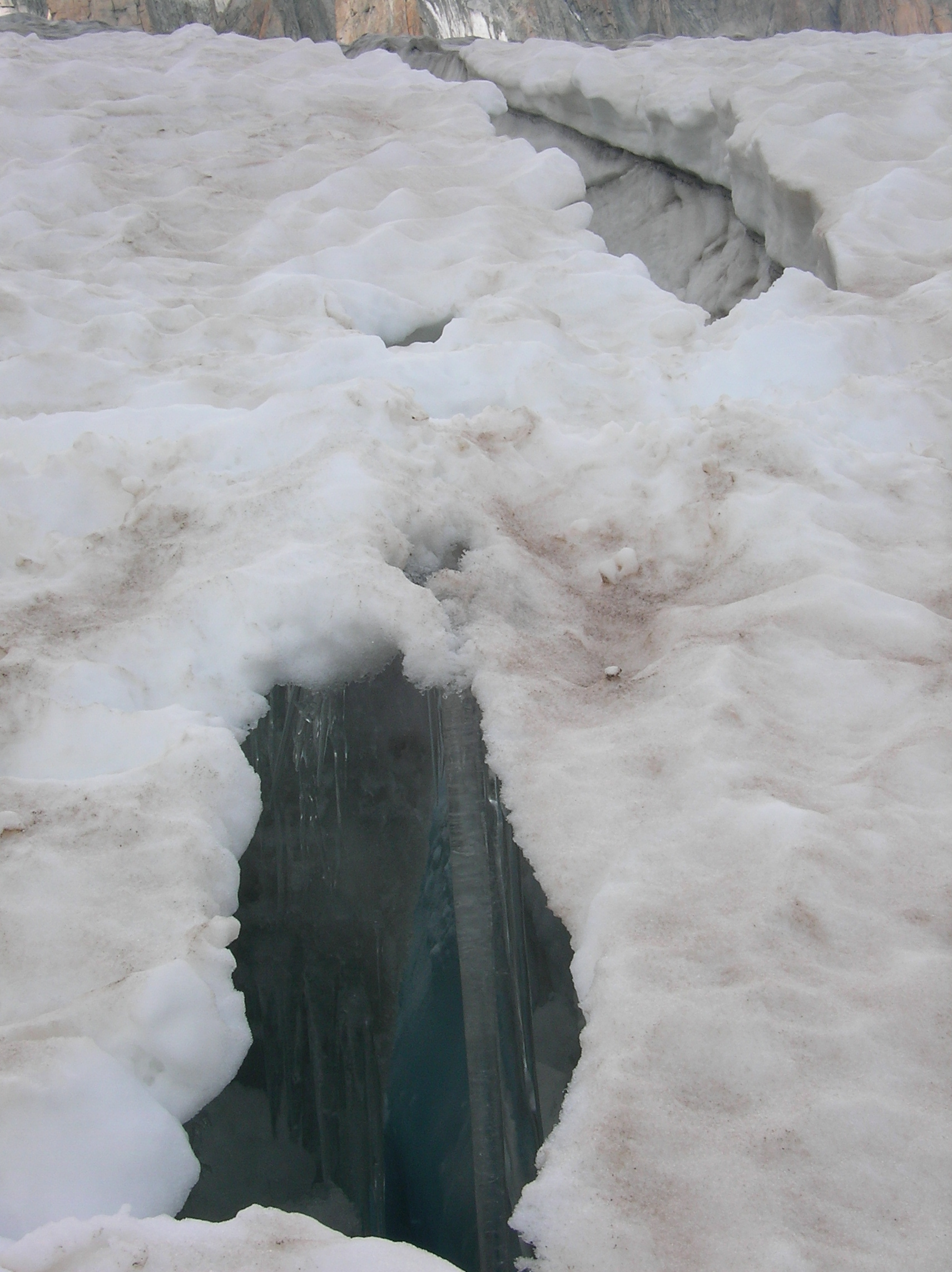
Pont de neige recouvrant une crevasse dans la Vallée Blanche.

La crevasse est l'un des éléments les plus symboliques de l'alpinisme. Une crevasse ouverte est une crevasse béante bien visible. Beaucoup plus dangereuse, la crevasse fermée est recouverte par un pont de neige qui peut céder au passage d'un alpiniste. La progression sur glacier aux premières heures du jour quand la neige est encore dure permet de limiter ce risque.